# Prestonia brittonii
Prestonia brittonii är en oleanderväxtart som beskrevs av Nicholas Edward Brown. Prestonia brittonii ingår i släktet Prestonia och familjen oleanderväxter. Inga underarter finns listade i Catalogue of Life.